# بخش ریو هوندو

بخش ریو هوندو (به اسپانیایی: Departamento Río Hondo) یک منطقهٔ مسکونی در آرژانتین است که در استان سانتیاگو دل استرو واقع شده‌است. بخش ریو هوندو ۲٬۱۲۴ کیلومتر مربع مساحت و ۵۴٬۸۶۷ نفر جمعیت دارد.